# Dimitrije Kamenović
Dimitrije Kamenović (in serbo Димитрије Каменовић?; Pirot, 16 luglio 2000) è un calciatore serbo, difensore della Lazio.

## Caratteristiche tecniche
È un terzino sinistro, dotato di buona tecnica individuale e fisico imponente, che può giocare anche da difensore centrale.

## Carriera

### Club
Cresciuto nel settore giovanile del Čukarički, ha esordito in prima squadra il 10 marzo 2019 disputando l'incontro di Superliga serba pareggiato 0-0 contro la Dinamo Vranje. Il 1º luglio 2021 è stato acquistato dalla Lazio per circa 2,5 milioni di euro, tuttavia per problemi burocratici il suo contratto non è stato depositato entro i termini del calciomercato estivo. Il 31 gennaio 2022 la Lazio deposita il suo contratto. Il 21 maggio 2022, all'ultima giornata di Serie A, fa il suo esordio in maglia biancoceleste, entrando al posto di Luiz Felipe all'inizio del secondo tempo della sfida contro il Verona.
Il 30 dicembre 2022 la Lazio ufficializza il suo passaggio in prestito ai cechi dello Sparta Praga.

### Nazionale
Ha giocato nelle nazionali giovanili serbe Under-17, Under-19 ed Under-21.

## Statistiche

### Presenze e reti nei club
Statistiche aggiornate al 21 maggio 2024.
| Stagione         | Squadra          | Campionato       | Campionato | Campionato | Coppe nazionali | Coppe nazionali | Coppe nazionali | Coppe continentali | Coppe continentali | Coppe continentali | Altre coppe | Altre coppe | Altre coppe | Totale | Totale |
| Stagione         | Squadra          | Comp             | Pres       | Reti       | Comp            | Pres            | Reti            | Comp               | Pres               | Reti               | Comp        | Pres        | Reti        | Pres   | Reti   |
| ---------------- | ---------------- | ---------------- | ---------- | ---------- | --------------- | --------------- | --------------- | ------------------ | ------------------ | ------------------ | ----------- | ----------- | ----------- | ------ | ------ |
| 2018-2019        | Čukarički        | SL               | 3          | 0          | CS              | 0               | 0               | -                  | -                  | -                  | -           | -           | -           | 3      | 0      |
| 2019-2020        | Čukarički        | SL               | 17         | 0          | CS              | 4               | 0               | UEL                | 1                  | 0                  | -           | -           | -           | 22     | 0      |
| 2020-2021        | Čukarički        | SL               | 30         | 2          | CS              | 2               | 0               | -                  | -                  | -                  | -           | -           | -           | 32     | 2      |
| Totale Čukarički | Totale Čukarički | Totale Čukarički | 50         | 2          |                 | 6               | 0               |                    | 1                  | 0                  |             | -           | -           | 57     | 2      |
| gen.-giu. 2022   | Lazio            | A                | 1          | 0          | CI              | 0               | 0               | UEL                | 0                  | 0                  | -           | -           | -           | 1      | 0      |
| 2022-gen. 2023   | Lazio            | A                | 0          | 0          | CI              | 0               | 0               | UEL                | 0                  | 0                  | -           | -           | -           | 0      | 0      |
| gen.-giu. 2023   | Sparta Praga     | 1L               | 2          | 0          | CRC             | 0               | 0               | UECL               | -                  | -                  | -           | -           | -           | 2      | 0      |
| gen.-giu. 2023   | Sparta Praga B   | 2L               | 7          | 1          | -               | -               | -               | -                  | -                  | -                  | -           | -           | -           | 7      | 1      |
| 2023-feb. 2024   | Lazio            | A                | 0          | 0          | CI              | 0               | 0               | UCL                | 0                  | 0                  | SI          | 0           | 0           | 0      | 0      |
| Totale Lazio     | Totale Lazio     | Totale Lazio     | 1          | 0          |                 | 0               | 0               |                    | 0                  | 0                  |             | -           | -           | 1      | 0      |
| feb.-giu. 2024   | Yverdon          | SL               | 13         | 1          | CS              | -               | -               | -                  | -                  | -                  | -           | -           | -           | 13     | 1      |
| Totale carriera  | Totale carriera  | Totale carriera  | 73         | 4          |                 | 6               | 0               |                    | 1                  | 0                  |             | -           | -           | 80     | 4      |

## Palmarès

### Club

#### Competizioni nazionali
- Campionato ceco: 1

Sparta Praga: 2022-2023